# Nations Air
Nations Air foi uma companhia aérea com sede no Condado de Allegheny, Estados Unidos.

## História
A companhia aérea foi fundada como Miami Air Charter em 1987 e iniciou as operações em 1995. A Nations Air começou como uma companhia aérea de passageiros com 3 Boeing 737-200. Os serviços programados eram operados entre Pittsburgh, Filadélfia, Boston e Myrtle Beach.
A companhia aérea rapidamente enfrentou uma concorrência agressiva, bem como questões de segurança que levaram a FAA a suspender o Certificado de Operador Aéreo da Nations Air temporariamente em julho de 1995.
O fim do serviço programado da Nations Air ocorreu após a queda do Voo ValuJet Airlines 592 no Everglades, na Flórida, criando uma grande reação contra as pequenas empresas e a percepção de que não eram seguras do ponto de vista de manutenção e treinamento.
A Nations Air Express encerrou suas operações em 1 de setembro de 1999.

## Frota
A frota da Nations Air consistia nas seguintes aeronaves:
| Aeronaves      | Em Serviço | Ordens | Notas |
| -------------- | ---------- | ------ | ----- |
| Boeing 737-200 | 4          | –      |       |
| Boeing 727-200 | 2          | –      |       |
| Total          | 6          | 0      |       |